# Convention 182
La Convention concernant l'interdiction et l'action immédiate pour l'élimination des pires formes de travail des enfants, connue en abrégé sous le nom de Convention sur les pires formes de travail des enfants, a été adoptée par l'Organisation internationale du travail (OIT) en 1999 en tant que convention de l'OIT n° 182. C'est l'une des huit conventions fondamentales de l'OIT.
En ratifiant cette convention n° 182, un pays s'engage à prendre des mesures immédiates pour interdire et éliminer les pires formes de travail des enfants . La convention connaît le rythme de ratification le plus rapide de l'histoire de l'OIT depuis 1919.
L'OIT Programme International pour l & apos; élimination du travail des Enfants (IPEC) est chargé d'aider les pays à cet égard ainsi que de surveiller le respect des dispositions. L'une des méthodes utilisées par l'IPEC pour aider les pays à cet égard est Programmes assortis de délais.
L'OIT a également adopté la recommandation n°190 sur les pires formes de travail des enfants en 1999. Cette recommandation contient, entre autres, des recommandations sur les types de risques à inclure dans une définition nationale des pires formes de risques auxquels sont confrontés les enfants au travail.
La convention n° 182 a été signée par tous les États membres de l'OIT au 4 août 2020. C'est devenu l'accord ratifié le plus rapidement en 101 ans d'histoire de l'ONU.

## Objet de la Convention
L'élimination du travail des enfants est l'un des principaux objectifs de l'OIT. Selon l'agence de l'ONU, 152 millions d'enfants dans le monde sont concernés par la convention, dont près de la moitié effectuent des travaux dangereux. La plupart des enfants travaillent dans le secteur agricole, principalement en raison de la pauvreté et des difficultés rencontrées par les parents. La convention soutient l'interdiction et l'élimination des pires formes de travail des enfants, y compris l'esclavage, le travail forcé et la traite des êtres humains. Elle interdit l'utilisation d'enfants dans les conflits armés, la prostitution et la pornographie, les activités illégales telles que le trafic de drogue et les travaux dangereux. Le Royaume insulaire du Pacifique des Tonga a déposé ses instruments de ratification auprès de l'OIT le 4 août 2020, donc le dernier pays.
Selon l'OIT, la proportion de travail des enfants a chuté de près de 40 pour cent entre 2000 et 2016, à mesure que le taux de ratification augmentait et que les pays adoptaient des lois et des politiques, y compris l'âge minimum d'admission à l'emploi.

## Ratifications
Le 4 août 2020, le Haut Commissaire pour Tonga au Royaume-Uni, Hon. Titilupe Fanetupouvava'u Tuita-Tu'ivakanō a officiellement déposé les instruments de ratification de cette convention avec le Directeur général de l'OIT, Guy Ryder. Il s'agit d'un événement historique car c'est la première fois qu'une convention internationale du travail est ratifiée par tous les États membres.
La convention n'a pas non plus été étendue à plusieurs territoires non métropolitains des États qui ont ratifié la convention :
| État                 | Territoire non métropolitain                                                                 |
| -------------------- | -------------------------------------------------------------------------------------------- |
| Australie            | Norfolk Island                                                                               |
| Danemark             | Îles Féroé , Groenland                                                                       |
| France               | Polynésie française , Nouvelle-Calédonie, Terres Australes et Antarctiques Françaises        |
| Royaume des Pays-Bas | Sint Maarten et les Pays-Bas caribéens                                                       |
| Nouvelle-Zélande     | Tokelau                                                                                      |
| USA                  | Samoa américaines , Guam , Îles Mariannes du Nord , Porto Rico , Îles Vierges des États-Unis |
| Royaume-Uni          | Anguilla, Bermudes , Îles Vierges britanniques , Gibraltar ,Isle of Man, Jersey , Montserrat |

## Les pires formes prédéfinies de travail des enfants
L'article 3 de la Convention 182 de l'Organisation internationale du travail comprend des formes de travail des enfants, qui sont prédéfinies comme les pires formes de travail des enfants, notamment les suivantes : elles sont aussi parfois qualifiées de pires formes automatiques de travail des enfants.
Les pires formes prédéfinies de travail des enfants sont toutes les formes d' esclavage ou pratiques similaires à l'esclavage, telles que:
- la vente d'un enfant ;
- la traite des enfants, c'est-à-dire le recrutement d'enfants pour effectuer un travail loin de chez eux et des soins de leur famille, dans des circonstances dans lesquelles ils sont exploités ;
- servitude pour dettes ou toute autre forme de servitude ou de servitude ;
- travail forcé ou obligatoire, y compris le recrutement forcé ou obligatoire d' enfants en vue de leur utilisation dans des conflits armés ;
- Exploitation sexuelle des enfants à des fins commerciales  (ESEC), y compris l'utilisation, le recrutement ou l'offre d'un enfant pour[9]:
  - prostitution, ou
  - la production de matériel pornographique ou pour des performances pornographiques ;
- l'utilisation, le recrutement ou l'offre d'un enfant par d'autres pour des activités illégales, également connu sous le nom d' enfants utilisés par des adultes dans la commission d'un crime (CUBAC), y compris le trafic ou la production de drogues[9] ;
- travail par sa nature susceptible de nuire à la santé, à la sécurité ou à la moralité des enfants[9].

## Pire danger de forme: à définir par chaque pays ratifiant
La dernière catégorie de pire forme de travail des enfants est le travail qui, par sa nature ou ses circonstances, est susceptible de nuire à la santé, à la sécurité ou à la moralité des enfants, ou les pires formes de risques auxquels sont confrontés les enfants au travail. Ici, la convention recommandait que les circonstances soient déterminées en consultation avec les organisations d'employeurs et de travailleurs d'un pays donné. La Convention recommande que les programmes d'action s'adressent spécifiquement aux jeunes enfants, aux filles, aux situations de travail cachées dans lesquelles les filles sont particulièrement exposées et aux autres groupes d'enfants présentant des vulnérabilités ou des besoins particuliers. La recommandation n° 190 sur les pires formes de travail des enfants contient des recommandations sur les types de risques qui devraient être pris en compte pour être inclus dans une définition nationale des pires formes de risques. Cela pourrait entraîner de nombreux décès.
Les pires formes de travail des enfants qui devraient être interdites dans la recommandation n° 190 de l'OIT sont :
- « Tout travail qui expose les enfants à des abus sexuels (physiquement ou psychologiquement) ;
- Tout travail effectué sous terre, sous l'eau, à des hauteurs dangereuses ou dans des espaces confinés ;
- Tout travail effectué avec des machines, des équipements et des outils dangereux ;
- Tout travail impliquant la manutention manuelle ou le transport de charges lourdes ;
- Tout travail effectué dans un environnement insalubre qui peut, par exemple, exposer les enfants à des substances, agents ou procédés dangereux, ou à des températures, des niveaux de bruit ou des vibrations préjudiciables à leur santé ;
- Tout travail qui est effectué dans des conditions particulièrement difficiles comme le travail pendant de longues heures ou pendant la nuit ou le travail où l'enfant est déraisonnablement confiné dans les locaux de l'employeur[10].

## Programmes nationaux sur les PFTE
Plusieurs programmes existent (coordonnés par l'OIT ou d'autres organisations des Nations unies) pour stimuler l'adhésion à la convention :
Programmes de l' Organisation internationale du travail concernant les pires formes de travail des enfants
- Programmes assortis de délais pour l'éradication des pires formes de travail des enfants ;
- Programme international pour l'abolition du travail des enfants ;
- Programmes nationaux sur l'exploitation sexuelle commerciale des enfants.

Le Rapporteur spécial sur la vente d'enfants, la prostitution des enfants et la pornographie mettant en scène des enfants joue un rôle dans la coordination des activités